# TakingITGlobal
TakingITGlobal，也叫做TIG，是一个非盈利的慈善机构，致力于提高全球青年的觉悟与激情。TIG建立于1999年，总部位于加拿大的多伦多，创建者是珍妮佛·柯瑞羅和邁可·傅迪克（现在此二人分别是执行监督以及技术监督）。TIG建立了网上社区，青年们在其上大范围讨论问题，彼此激发。TIG鼓励青年们行动起来，影响自己的地区甚至全球。此组织曾被称赞为“最大的且对青年人有积极影响的社区”。截至2009年9月，TIG的活跃会员达到230,000，他们来自261个国家，而且会员数的月增长率已达10%。
TIG的主要工作通过网站组织，包括線上训练程序以及青年论坛。TIG曾参与过数次国际会议，包括在第十七届国际艾滋病会议上作为墨西哥青年力量的协作组织筹备会议以及在加拿大總督的组织下筹备第四届青年大会。

## 任务与願景
TIG的任务旨在于“通过传播与信息技术，提供学习、能力构建、跨文化认识以及自我修养的机会”。TakingITGlobal的网站上列出了7项任务，包括“驱使青年人上网时在跨文化表达、对话、交叉以及合作上感兴趣”，以及“使主流认同青年在社会各个方面（包括国内国际政治）上的预备队作用”。

## 历史
1999年初建时，两位建立者柯瑞羅和傅迪克想“合作建立一个全球性的站点，为那些有意发展的青年们提供服务，让他们也可以参与别人的项目” 。于是他们就建立了一个在线社区，这是世界上最早的在线社区之一。2000年9月2日，正式运行一年后，（比Facebook, MySpace 和 Friendster要早），这个站点吸引到了几千名青少年，他们来自超过100个国家。随着TakingITGlobal服务和程序的演进，柯瑞羅现在称之为“一个平台，在上面年轻人可以以合作的方式做很多事情，诸如开发项目，学习或者辩论议题，影响决定过程（主要是在那些被直接影响的人当中）。

## 程序
TIG最主要提供在线社区，这个社区“给了用户对社会问题、经济问题和环境问题一个更深入的认识”，而且“在知与行之间架起了一座桥梁”，因此“得到了更成熟的理解”。用户可以使用一大批工具包括管理projects（页面存档备份，存于），参与discussion boards（页面存档备份，存于），签署请愿以及写博客。